# Catocala zillah
Catocala zillah là một loài bướm đêm trong họ Erebidae.